# Saunders-Roe
Saunders-Roe est un constructeur aéronautique britannique disparu. 

## Histoire
C'est en novembre 1909 que le chantier naval de Cowes S.E.Saunders, & sons annonça la création d'un département aéronautique. Après avoir construit divers appareils pour le compte d'ingénieurs indépendants, l'entreprise devient durant la Première Guerre mondiale un sous-traitant des grands constructeurs britanniques, produisant en particulier des Avro 504 et des Short Type 184, ainsi qu'une grande quantité de sous-ensembles.
La guerre terminée, S. E. Saunders se spécialisa dans la construction d'hydravions, mais dut faire face à plusieurs restructurations en raison de la faiblesse des marchés. En 1929 Alliott Verdon Roe racheta finalement l'entreprise, qui devint Saunders-Roe Ltd, plus communément appelée SARO.
Durant l'entre-deux guerres, SARO poursuivit la production d'hydravions, puis se rapprocha en 1931 de Spartan Aircraft Ltd, entreprise avec laquelle elle fusionna finalement en 1933.
Durant la Seconde Guerre mondiale, SARO a principalement produit des hydravions Supermarine Walrus et Sea Otter, en marge d'activités de maintenance et de révision.
Construit après la fin de la Seconde Guerre mondiale, le Princess était un luxueux hydravion commercial, mais le temps des hydravions était terminé. Trois exemplaires seulement furent construits et un seul a volé, marquant la fin d'une époque.
Le 16 mai 1957 prenait l'air le Saunders-Roe SR.53, un remarquable intercepteur à propulsion mixte (turboréacteur et moteur-fusée), qui ne trouva pas de débouchés.
Entre-temps Saunders-Roe s'était lancé dans la réalisation d'hélicoptères en collaboration avec Juan de la Cierva, produisant successivement les Skeeter (en), Scout et Wasp, qui connurent un certain succès.
Saunders-Roe Ltd fut finalement absorbé en 1959 par Westland Aircraft. Le département aéronefs fut alors transféré à Hayes, dans le Middlesex et les ateliers de l'Île de Wight se reconvertirent dans la production d'hovercrafts.

## Modèles produits par Saunders and Saunders-Roe

### Hydravion à coque
- Saunders Kittiwake (1920) : Hydravion biplan bimoteur amphibie de transport de passagers (7).
- Saunders A.3 Valkyrie (1926) : Hydravion biplan trimoteur de patrouille maritime.
- Saunders A.4 Medina (1926) : Hydravion biplan bimoteur de transport de passagers (10).
- Saunders A.14 (1928) : Hydravion expérimental entièrement métallique.
- Saunders A.7 Severn (1932) : Hydravion biplan trimoteur de patrouille maritime.
- Saunders-Roe A.17 Cutty Sark (1930) : Hydravion monoplan bimoteur amphibie d'instruction.
- Saro A.19 Cloud (1930) : Hydravion monoplan bimoteur de transport de passagers (8).
- Saro A.21 Windhover (1930) : Version agrandie du Saro Cutty Sark pour le transport de passagers (6)
- Saro A.27 London (1934) : Hydravion biplan bimoteur de patrouille maritime
- Saro A.29 Cloud Monospar (1934) : Hydravion monoplan bimoteur d'instruction.
- Saunders-Roe A.33 (1938) : Prototype d'hydravion à aile parasol quadrimoteur de patrouille maritime.
- Saro A.36 Lerwick (1938) : Hydravion à aile haute bimoteur de patrouille maritime/lutte ASM
- Saro A.37 Shrimp (1939) : Hydravion expérimental quadrimoteur à ailes hautes.
- Saunders-Roe SR.A/1 (1947) : Prototype d'hydravion de chasse à réaction.
- Saunders-Roe SR.45 Princess (1952) : Hydravion décamoteurs à ailes hautes de transport de passagers (105). Le plus grand hydravion tout métal jamais construit.
- Saunders-Roe Jet Princess (Projet resté à l'état de plan)
- Saunders-Roe Duchess (Projet resté à l'état de plan)
- Saunders-Roe P.192 Queen : Projet d'un hydravion motorisé avec 24 moteurs à réaction de 95 m d'envergure, transportant 1 000 passagers pour le compte de la P&O[2],[3].

### Avions
- Saunders T.1
- A.22 Segrave Meteor (1930) : Monoplan à ailes basses,désigné ainsi en l'honneur de son concepteur Sir Henry Segrave (recordman de vitesse sur terre et mer). Version en métal de l'avion de tourisme quadriplace Blackburn Segrave.
- Saunders/Saro A.10 "Multigun" (1928) : Sesquiplan servant de ban d'essai d'arme pour le Aeroplane and Armament Experimental Establishment.
- Saro-Percival Mailplane (1931) : Monoplan trimoteur de transport, désigné aussi A.24 Mailplane. Conçu par Edgar Percival (en).
- A.24M (Spartan Cruiser) (1932) : Monoplan trimoteur dérivé du Saro Mailplane pour le transport de passager (10). Construit par la Spartan Aircraft Limited
- Saunders-Roe SR.53 (1957) : Intercepteur expérimental à motorisation mixte (moteur fusée et moteur à réaction)
- Saunders-Roe SR.177 : Intercepteur à motorisation mixte (Projet annulé avant la construction du prototype)

### Hélicoptères
- Saunders Helicogyre (1928) : Hélicoptère expérimental.
- Cierva Air Horse (1948) : Hélicoptère trirotor, construit en reprise des contrats de la Cierva Autogiro Company
- Saunders-Roe Skeeter (1954)
- Saro P.531 (1958) : Modèle développé à partir du Skeeter, qui servira par la suite à la conception des Westland Scout (1960) et Westland Wasp (1962).
- Hiller ROE Rotorcycle (1956) : Hélicoptère monoplace ultraléger développé pour l'USMC.

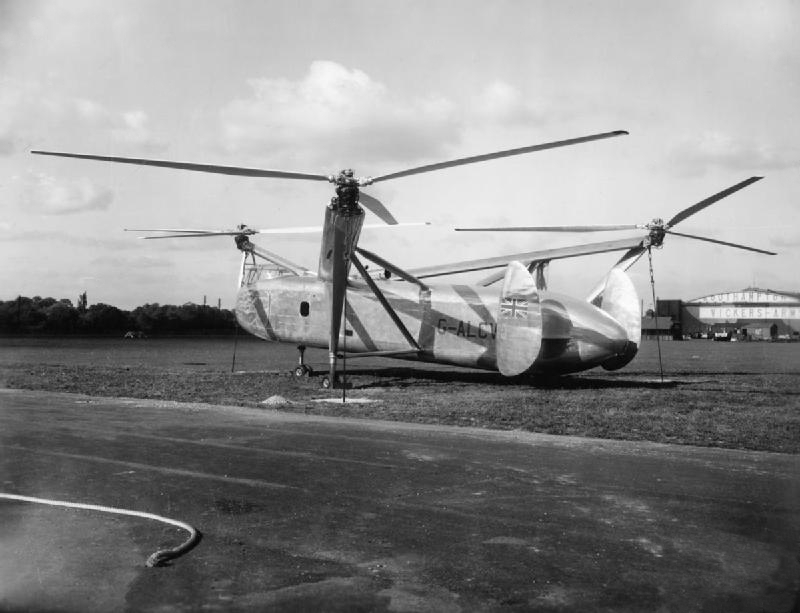
Cierva Air Horse sur le tarmac des usines Vickers-Armstrongs de Southampton (Septembre 1948).
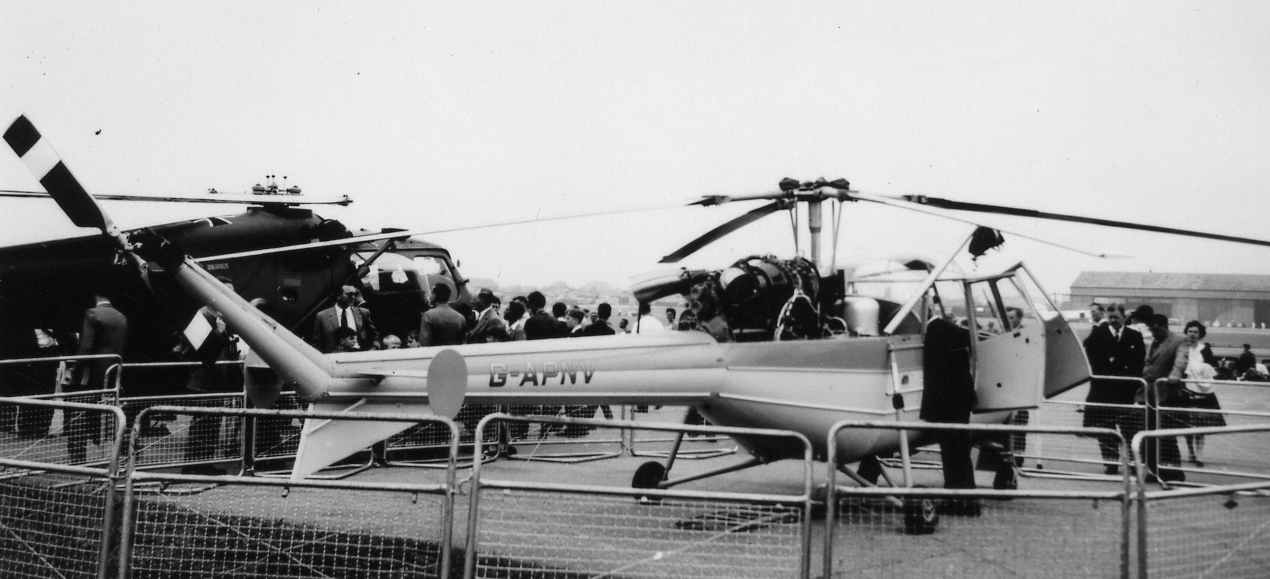
Second prototype du Saro P.531 (immat.G-APNV) présenté au Society of British Aerospace Companies Show de Farnborough (13 septembre 1958).
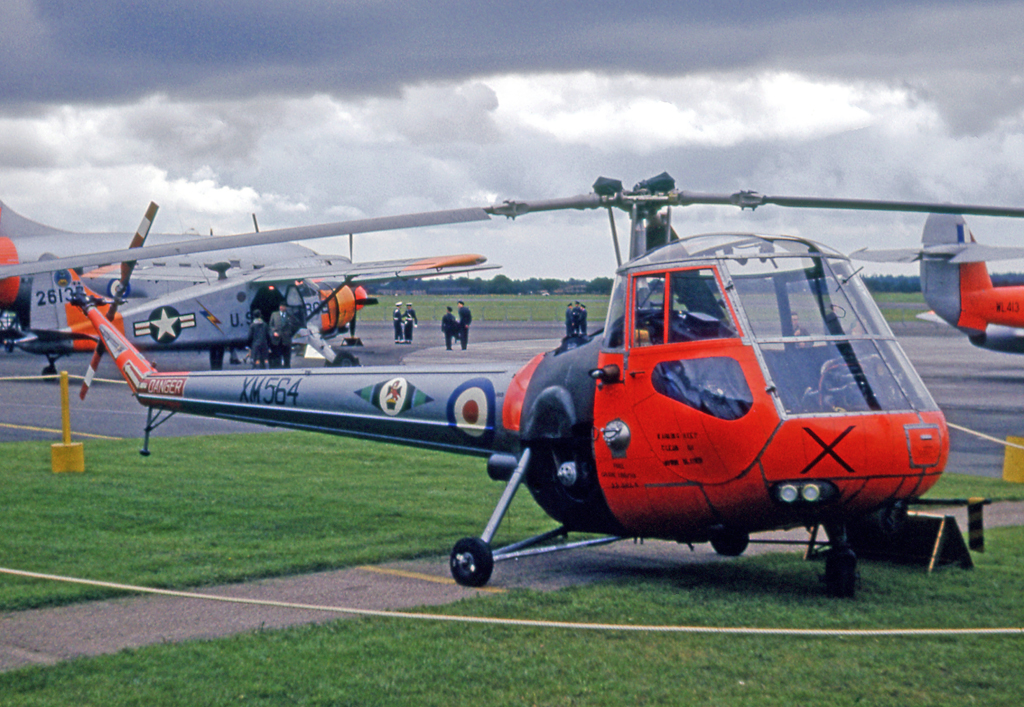
Saunders-Roe Skeeter appartenant au centre d'instruction de la Royal Air Force sur l'aérodrome de Tern Hill (Septembre 1962).
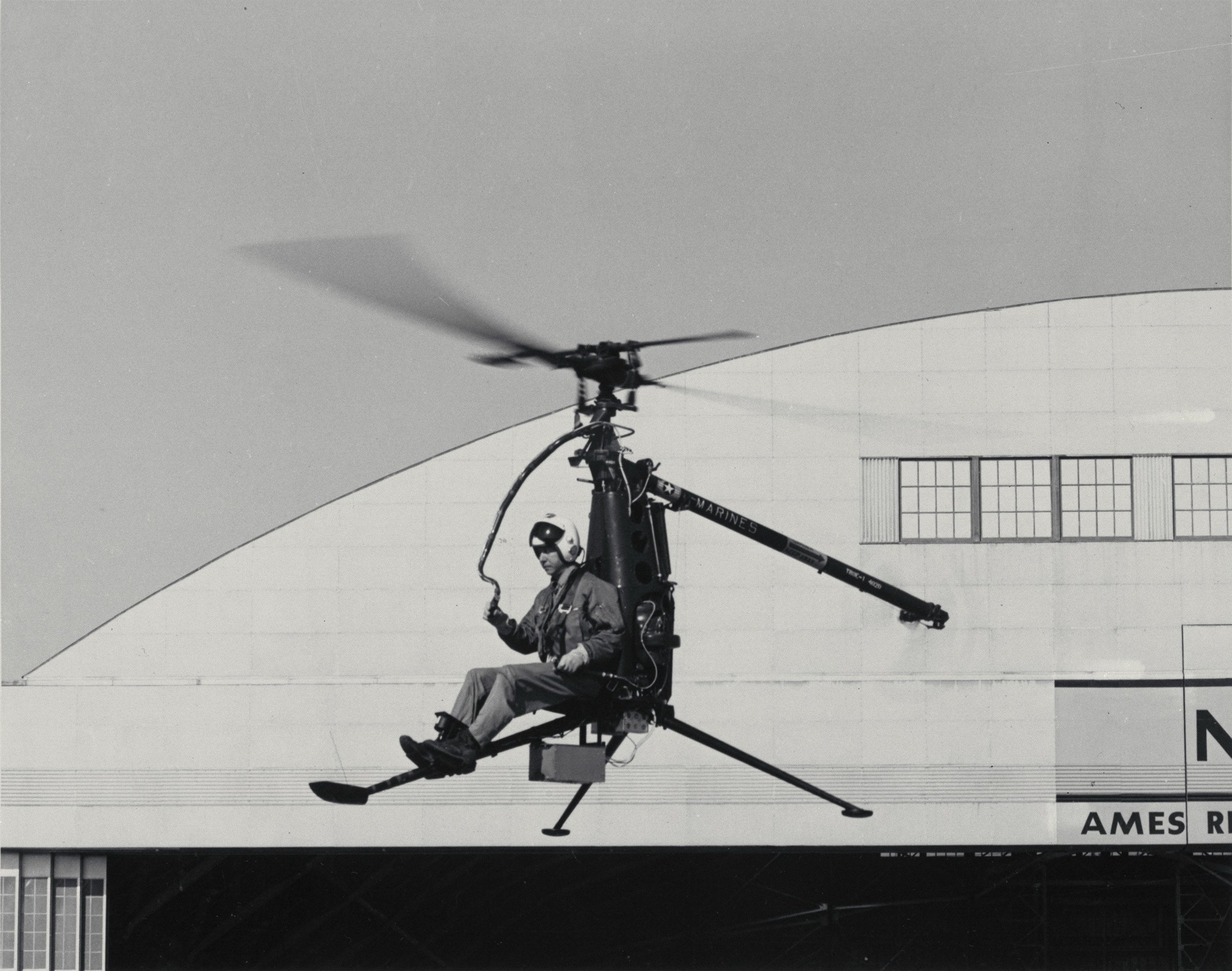
Rotorcycle Hiller (imma. YROE-1) lors de tests près devant le hangar du Ames Research Center à Palo Alto (Novembre 1963).

### Aéroglisseurs
- SR.N1 (1959) (ou "Saunders Roe Nautical 1"): Premier exemplaire d'aéroglisseur moderne
- SR.N2 (1961) Premier aéroglisseur à être utilisé sur des lignes commerciales civiles.
- SR.N3 (1963) Premier modèle à usage militaire.
- SR.N4 (1965) Classe Mountbatten – Transport de passagers (254) et véhicules (30) équipé de 4 propulseurs.
- SR.N5 (1964) Désigné aussi Bell SK-5 ou PACV (Patrol Air Cushion Vehicle) utilisé durant la guerre du Vietnam
- SR.N6 (1965) Classe Winchester. SR.N5 rallongé pouvant transporter 38 passagers.

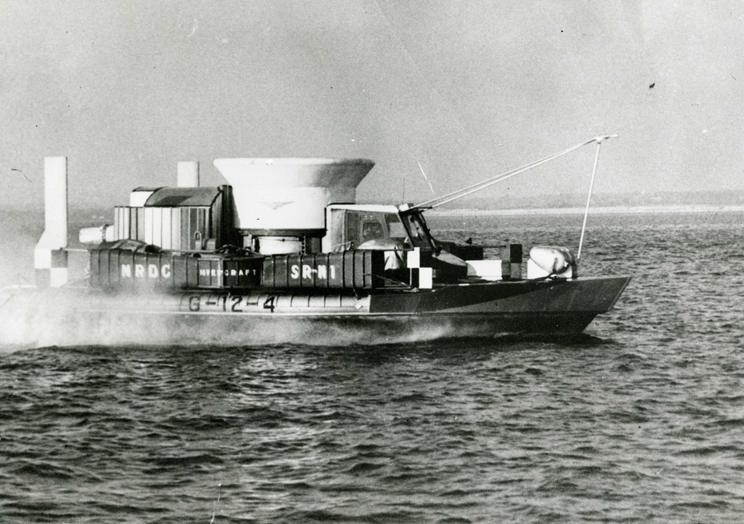
SR.N1 durant ses tests d'évaluations avec la Royal Navy (1963)
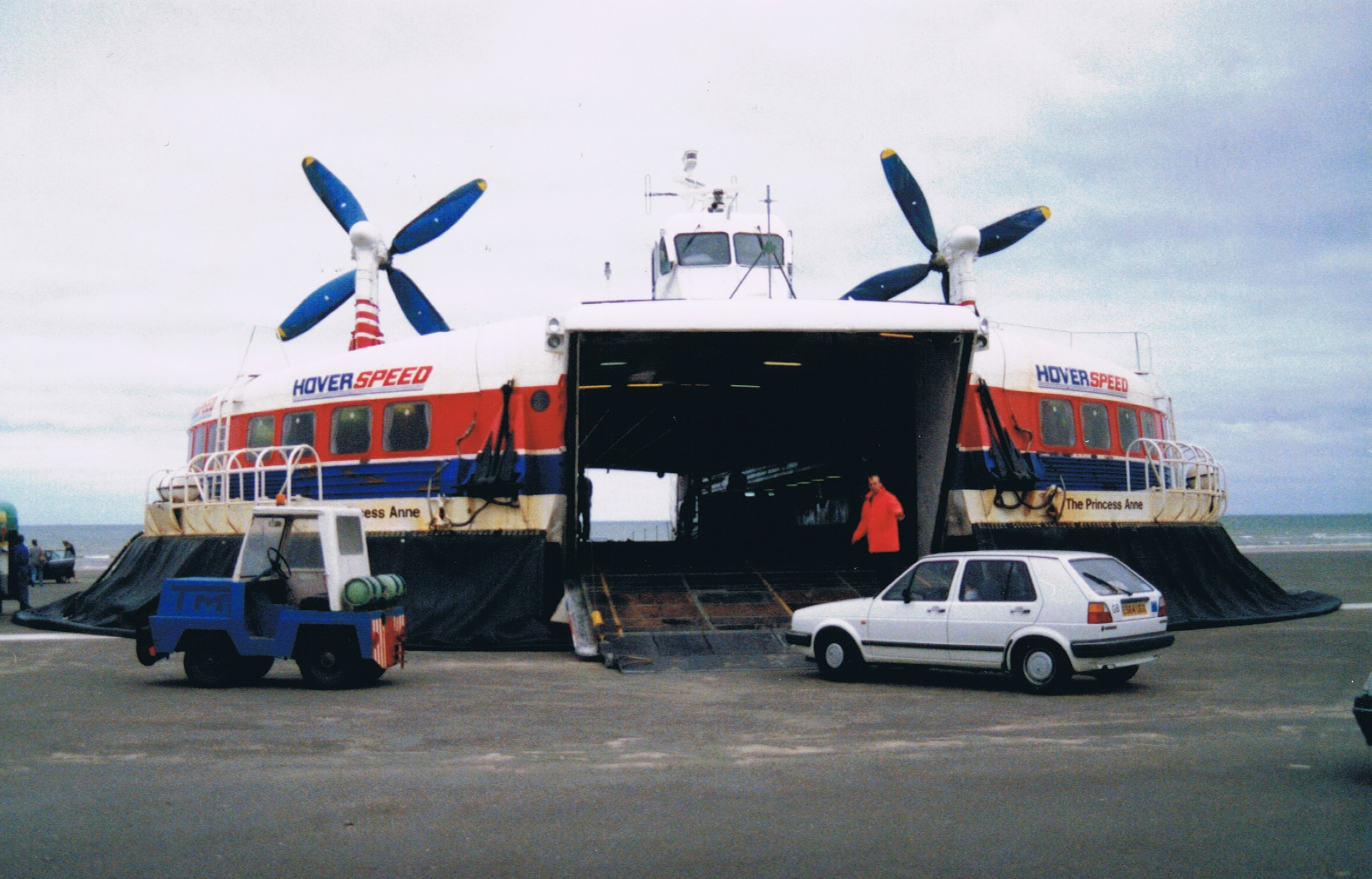
SR.N4 Mk3 Princess Anne au chargement à Douvres (septembre 1989)
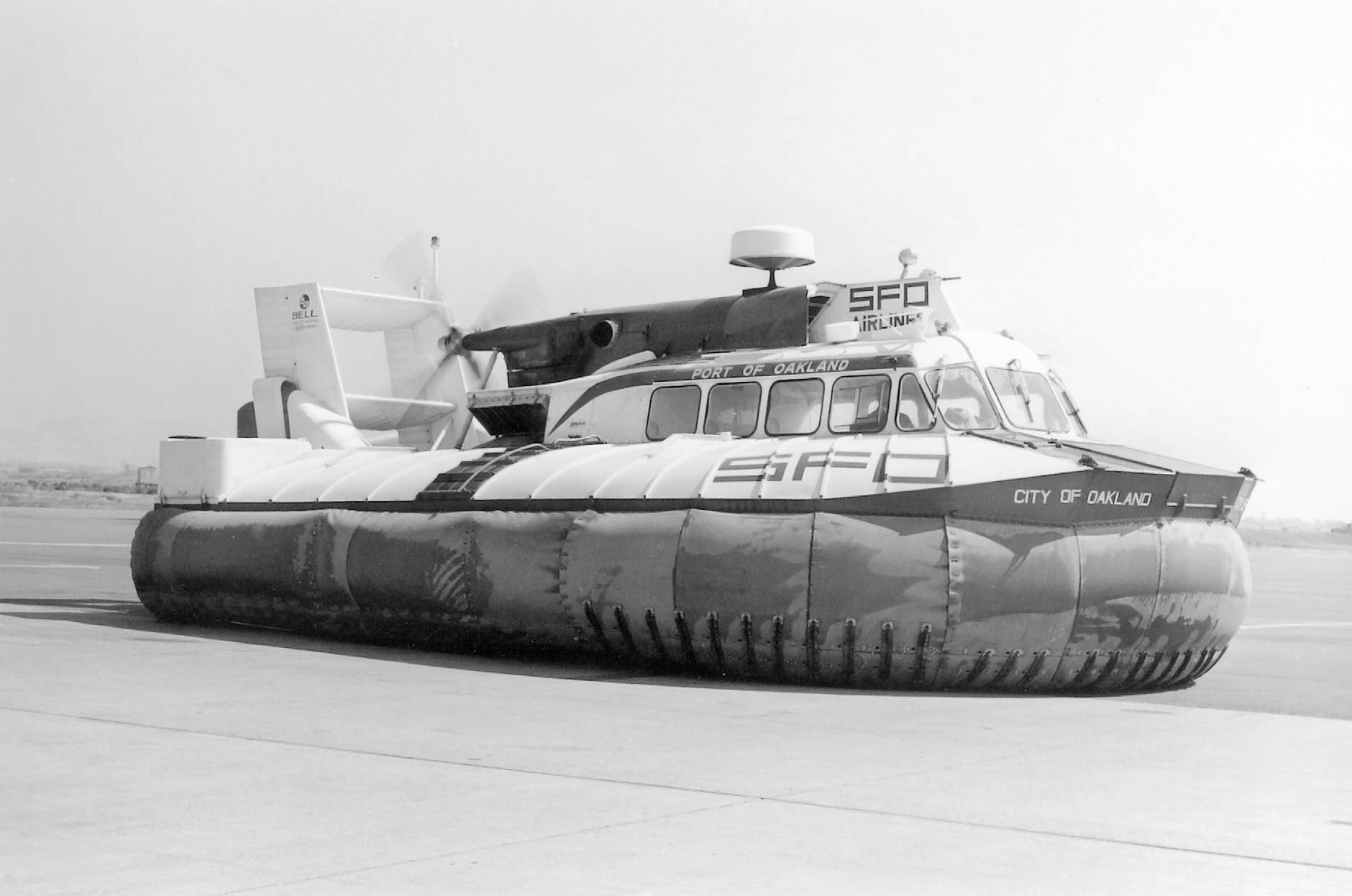
SR.N5 City of Oakland de la San Francisco and Oakland Helicopter Airlines assurant le transport de 15 passagers entre les aéroports de San Francisco, Oakland et le Port de San Francisco (1965)
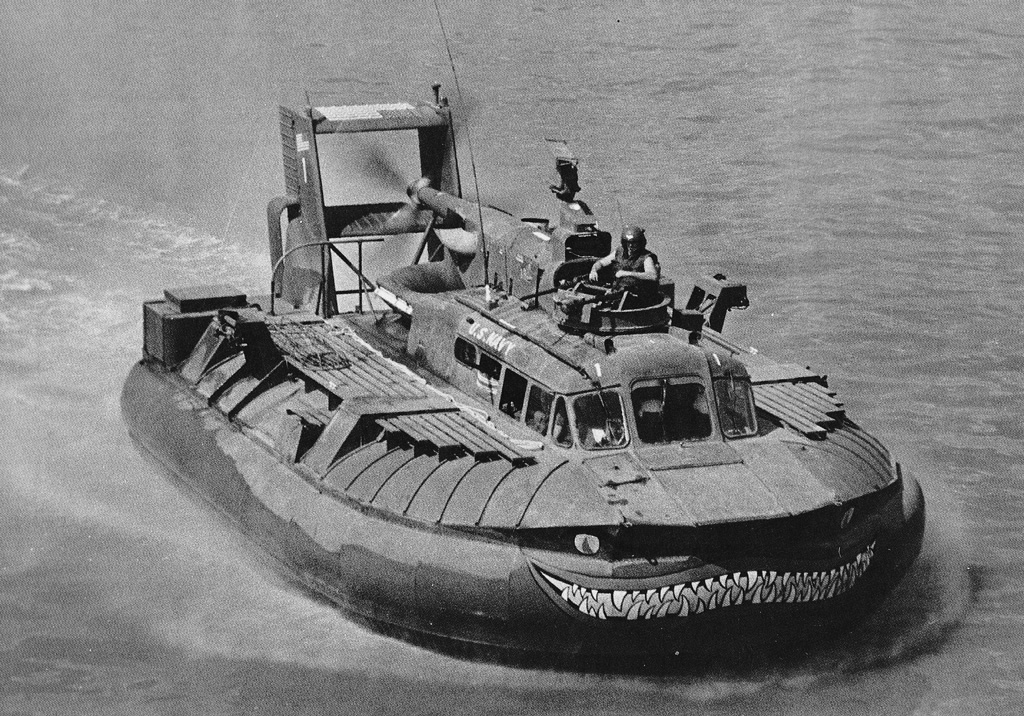
SR.N5 ou PACV SK-5 Monster en patrouille durant la guerre du Vietnam (1967-1968)
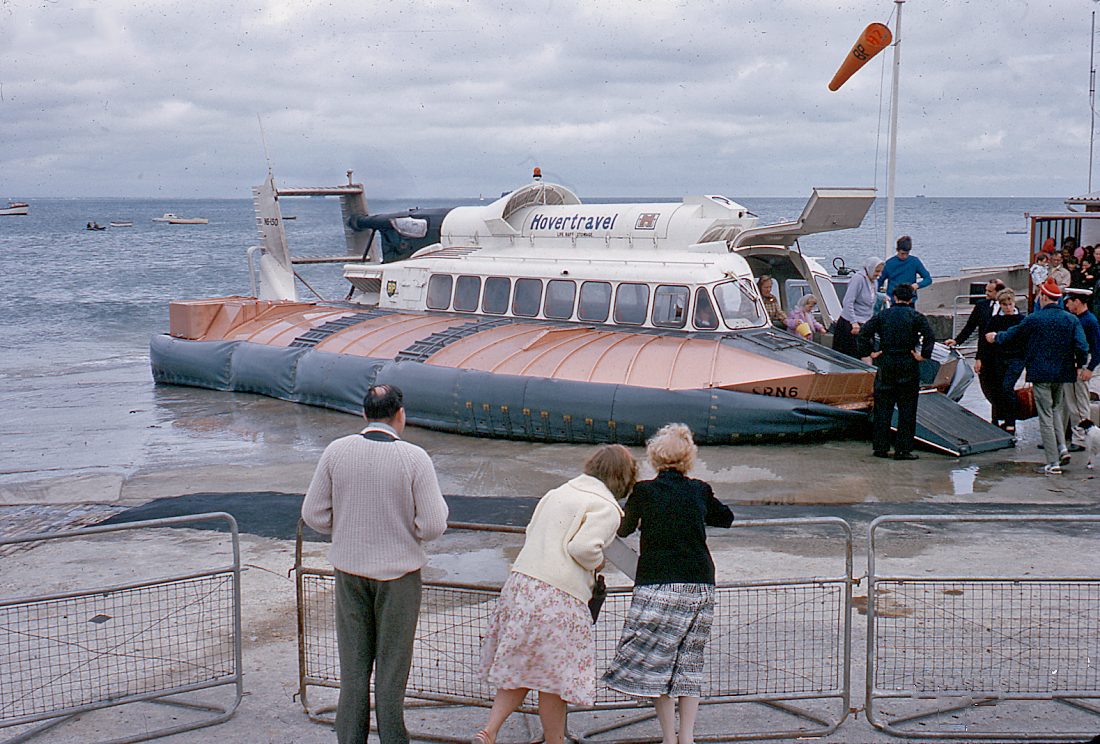
SR.N6 embarquant ses passagers sur l'estacade de Ryde (Ile de Wight, Aout 1965)

### Engins spatiaux
en collaboration avec le Royal Aircraft Establishment
- Black Knight
- Black Arrow
- Black Prince (en)

Une division de la Saunders-Roe spécialisée dans le développement de fusées (Rocket Development Division) fut fondée en 1966 et le site d'essai de Highdown, en banlieue de Londres, fut totalement fonctionnel un an plus tard. Cette division, en collaboration avec le Royal Aircraft Establishment, fut responsable de l'étude, du développement et des tests de la fusée Black Knight. Le premier tir réussi se déroula le 7 septembre 1966 sur le pas de tir de Woomera (Australie-Méridionale).

### Kayaks militaires, d'assaut et de transport de fret (Seconde guerre mondiale)[4]
Sous la supervision de l'architecte naval Fred Goatley:
Mark 2 Canoe (1941-1942)Kayak pliable de 4,57 m en aluminium recouvert de toile pouvant transporter 2 commandos, désigné sous le nom de code Cockleshell (coquille de noix). Fut notamment utilisé lors de l'Opération Frankton par le Special Boat Service britannique .
Mk 2** Canoe (1943)Kayak pliable sur la même base que le Mk 2 mais pouvant transporter 3 commandos. Fut utilisé durant l'opération Sunbeam A du 16 au 18 juin 1944 (ile de Leros, mer Egée)
12 man Assault craft (1940-1942)Canot pliable en bois (150 kg)(environ 1000 exemplaires), permettant de transporter jusqu'à 12 hommes. Est aussi désigné sous le nom de Goatley boat (en). Est utilisé dans divers missions commandos dont l'Operation Aquatint (en) (France. Septembre 1942)
8 ton load carrier (1942-1943)Permet le transport de 8 tonnes de fret.